# Matej Mugerli
Matej Mugerli, slovenski kolesar, * 17. junij 1981, Šempeter pri Gorici.
Med letoma 2005 in 2020 je tekmoval kot profesionalec. 20. maja 2006 je dosegel prvo slovensko etapno zmago na dirkah Pro Toura.

## Največji uspehi:
| Uvrstitev | Vrsta dirke                  | Sezona | Datum            | Prizorišče                        | Država   |
| --------- | ---------------------------- | ------ | ---------------- | --------------------------------- | -------- |
| 1. mesto  | 6. etapa dirke po Kataloniji | 2006   | 20. maj 2006     | Manlleu - Lloret de Mar           | Španija  |
| 4. mesto  | GP Chiasso                   | 2005   | 26. februar 2005 | Chiasso                           | Švica    |
| 6. mesto  | 1. etapa dirke po Aragoniji  | 2005   | 13. april 2005   | Alcalá de la Selva - Valderrobres | Španija  |
| 9. mesto  | Tour du Haut Var             | 2005   | 19. februar 2005 | Var                               | Francija |
| 10. mesto | GP Lugano                    | 2005   | 27. februar 2005 | Lugano                            | Švica    |

## Pomembnejša tekmovanja

### Tritedenske etapne dirke
| Grand Tour        | 2005 | 2006 |
| ----------------- | ---- | ---- |
| Dirka po Franciji | —    | 116  |
| Dirka po Španiji  | 100  | —    |